# Atheris
Atheris es un género de serpientes venenosas de la subfamilia Viperinae que se encuentran únicamente en África subsahariana, excluyendo a África meridional. Confinada a áreas selváticas, muchos miembros tienen distribuciones fragmentadas y aisladas. En un interesante ejemplo de evolución convergente, exhiben muchas similitudes a las  Crotalinae arbóreas de Asia y Sudamérica.

## Veneno
No se conoce mucho acerca del veneno excepto que es fuertemente hemotóxico, causa dolor, inflamación y problemas de coagulación de la sangre. Hasta hace poco tiempo su veneno era a menudo considerado como menos tóxico que el de muchas otras especies, tal vez debido a que las mordeduras no son frecuentes, pero no resultó ser el caso. Ahora hay un número de informes de mordeduras que han conducido a hemorragias muy fuertes. Un caso fue mortal. No existe antiveneno específico para Atheris y los antivenenos producidos para otras especies parecen tener poco efecto, aunque, se ha informado que el antiveneno para Echis ha sido de alguna ayuda en un caso de envenenamiento por A. squamigera.

## Especies
Se reconocen las 16 siguientes según The Reptile Database:
- Atheris acuminata Broadley, 1998 - Oeste de Uganda.
- Atheris anisolepis Mocquard, 1887 - Oeste África central: Gabón, Congo, Oeste RD Congo, norte Angola.
- Atheris barbouri Loveridge, 1930 - Sur de Tanzania.
- Atheris broadleyi Lawson, 1999 - Camerún, Nigeria, República Centroafricana y Congo.
- Atheris ceratophora Werner, 1896 - En las Montañas Usambara y Montañas Uzungwe en Tanzania.
- Atheris chlorechis (Pel, 1851) - África Occidental incluyendo Guinea-Bissau, Guinea, Sierra Leona, Liberia, Costa de Marfil, Ghana, Togo, Benín, ubicaciones aisladas en Nigeria, Camerún, Guinea Ecuatorial y Gabón.
- Atheris desaixi Ashe, 1968 - Dos poblaciones aisladas en Kenia: en los bosques de Chuka, sud oriental Monte Kenia, e Igembe en la distribución septentrional de Nyambeni.
- Atheris hirsuta Ernst & Rödel, 2002 - Costa de Marfil.
- Atheris hispida Laurent, 1955 - África Central: RD Congo, Uganda sudoccidental, Kenia occidental.
- Atheris katangensis De Witte, 1953 - Restringida a Parque nacional Upemba, Provincia de Shaba en RD Congo oriental.
- Atheris mabuensis Branch & Bayliss, 2009 - Monte Mabu y Monte Namuli, Mozambique septentrional.
- Atheris matildae Menegon, Davenport & Howell, 2011 - Tanzania sudoriental.
- Atheris nitschei Tornier, 1902 - África Central desde RD Congo oriental, Uganda y Tanzania occidental de sur a norte Malaui y norte Zambia.
- Atheris rungweensis Bogert, 1940 - Sudoeste de Tanzania, norte de Malaui y nordeste de Zambia.
- Atheris squamigera (Hallowell, 1854) - África occidental y central: Costa de Marfil y Ghana,  oriente a través de Nigeria a Camerún,  meridional República Centroafricana, Gabón, Congo, RD Congo, Angola septentrional, Uganda, Tanzania, Kenia occidental e Isla Bioko.
- Atheris subocularis Fischer, 1888 - Camerún.